# Battaglia di Chambretaud
La battaglia di Chambretaud è stata una battaglia della terza guerra di Vandea combattuta dal 18 novembre 1799 a Chambretaud.

## La battaglia
Il 18 novembre, l'esercito del centro comandato dal generale Grignon fu attaccato di sorpresa dai repubblicani. I vandeani aprirono il fuoco ma i repubblicani, quasi senza rispondere, si lanciarono in una carica alla baionetta che mando in rotta le forze vandeane.
Queste lasciarono sul campo 80 tra morti e feriti, tra cui il generale Grignon, che era stato ferito mortalmente durante lo scontro. L'esercito del centro fu così messo completamente fuori combattimento.
Il 18 gennaio 1800, Charles Sapinaud, che aveva preso il comando dell'esercito del centro, firmò la pace con la Repubblica.